# George Clarke Simpson

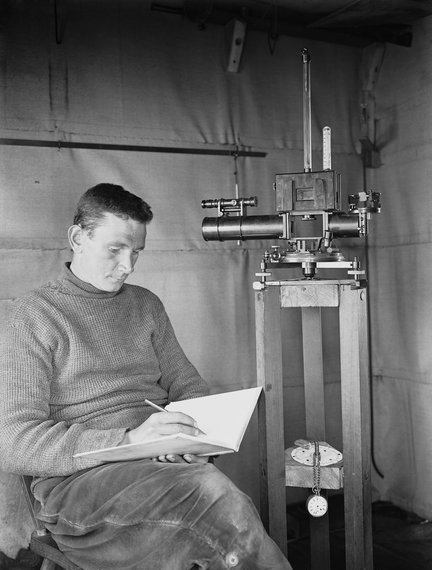
George C. Simpson während der Terra-Nova-Expedition (1911, fotografiert von Herbert Ponting)

Sir George Clarke Simpson KCB CBE FRS (* 2. September 1878 in Derby; † 1. Januar 1965 in Bristol) war ein britischer Meteorologe.

## Leben
George Clarke Simpson wurde in Derby als Sohn von Alice Lambton Clarke und Arthur Simpson, dem Eigentümer eines Warenhauses in der East Street, geboren. Er besucht die Derby School, das Owens College in Manchester und die Universität Göttingen.
Nach Abschluss seiner Ausbildung besuchte er 1902 Lappland um elektrische Erscheinungen in der Erdatmosphäre, damals als Luftelektrizität bezeichnet, zu untersuchen. 1905 wurde er Lehrbeauftragter an der University of Manchester und war damit der erste, der eine Vorlesung in Meteorologie an einer britischen Universität hielt.
1906 wurde er beim India Meteorological Department als Imperial Meteorologist am damaligen Standort des Headquarters in Shimla angestellt. Zu seinen Aufgaben gehörten Inspektionen von meteorologischen Stationen in Indien und Burma.
1910 wurde er mit seinem Kollegen Charles Seymour Wright Meteorologe bei Robert Falcon Scotts antarktischer Terra-Nova-Expedition.
Während der Expedition errichtete er eine der ersten Wetterstationen auf dem antarktischen Kontinent. Er führte Experimente mit Ballons zur Untersuchung der Atmosphäre und der Höhenabhängigkeit der Temperatur durch. Simpson führte die Aufzeichnungen zu Temperatur- und Windbeobachtungen in der Basisstation auf Cape Evans. Während Scotts Südpolreise war er ab November 1911 für mehrere Monate Kommandant der Station.

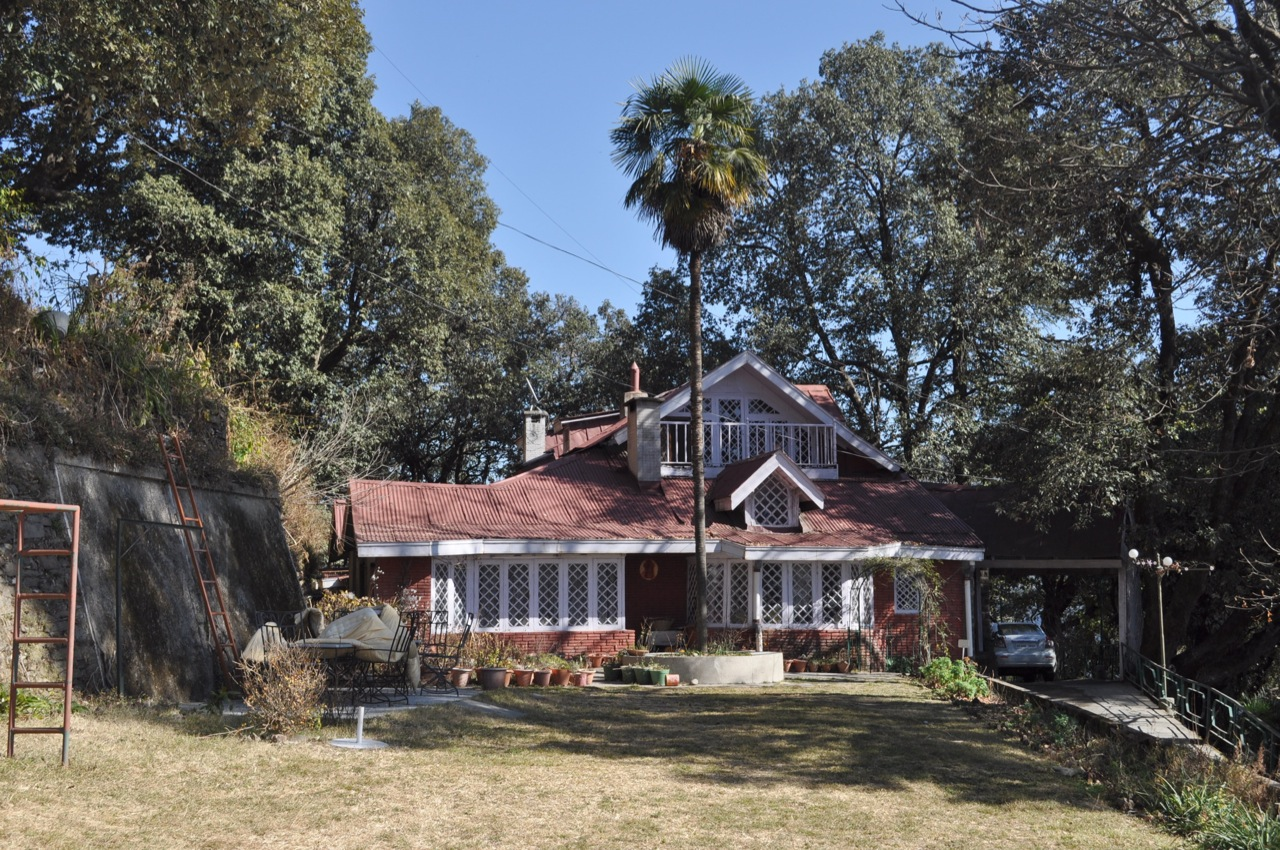
Khud Cottage, Simla

Nach seiner Rückkehr aus der Antarktis im August 1912 ging er zum Indian Meteorological Service nach Simla zurück, wo nach dem Umzug der Zentrale nach Kalkutta nun eine Außenstelle beheimatet war. In Simla lebte Simpson im Khud Cottage, heutzutage auch unter Madan Kunj bekannt. Im Khud Cottage stellte Simpson seine Aufzeichnungen aus der Expedition zusammen. Während der Besetzung Burmas durch Japan im Zweiten Weltkrieg war Khud Cottage die zwischenzeitliche Residenz des britischen Gouverneurs von Burma.
Mit Ausbruch des Ersten Weltkriegs wurde Simpson, wie viele andere Offiziere des Indian Meteorologist Departments, zum Militärdienst eingezogen. Von März bis Mai 1916 war er meteorologischer Berater der britischen Expeditionstruppen in Mesopotamia im heutigen Südirak. Später wurde er erneut aus Simla abberufen und diente als Assistant Secretary des Board of Munitions.
1920 wurde er zum Direktor des Met Office in London ernannt, wo er bis zu seinem Ruhestand 1938 blieb und damit der Direktor mit der längsten Amtszeit wurde. Während seiner Amtszeit als Direktor führte er Forschungen zur Elektrizität, Ionisation, Radioaktivität und Sonnenstrahlung in der Erdatmosphäre durch. Er erforschte die Ursachen von Blitzen. 1926 war er mit einer nach ihm benannten und auf einer Arbeit von 1905/1906 beruhenden Windstärkenskala, einer Modifikation der Beaufortskala, an der Einigung auf die Wiener Skala zur Berechnung der Beaufortskala beteiligt. Simpsons Berechnungsmethode ist noch heute Grundlage der Beaufortskala.
1935 wurde er zum Ritter geschlagen.
Mit Beginn des Zweiten Weltkriegs wurde Simpson aus dem Ruhestand in den aktiven Dienst zurückgerufen und übernahm die Leitung des Kew Observatoriums. Dort führte er bis 1947 seine Studien zu den elektrischen Strukturen in Gewittern fort.
Simpson starb 1965 im Alter von 86 Jahren.
Seit dem 23. September 1914 war er mit Dorothy Jane Stephen verheiratet. Das Paar hatte vier Kinder: Scott (1915–1981), Professor für Geologie an der University of Exeter, Arthur, Oliver und Jean Simpson.

## Ehrungen und Auszeichnungen
- Ehrendoktorwürden der University of Manchester, der University of Sydney und der University of Aberdeen
- Fellow der Royal Society, 1915[1]
- Commander of the Order of the British Empire, 1919
- Companion of the Order of the Bath, 1926
- Knight Commander of the Order of the Bath, 1935
- Präsident der Royal Meteorological Society, 1940–1942
- 1946 Ehrenmitglied (Honorary Fellow) der Royal Society of Edinburgh[3]
- Das Gebäude zur Beobachtung von Eis und Klima des British Antarctic Survey auf der Halley-Station, Antarktika (75° 35'S, 26° 40'W) wird in Erinnerung an Simpson als The Simpson Platform bezeichnet.
- In der Antarktika sind der Simpson-Gletscher, der Simpson Peak und das Simpson Head nach ihm benannt.